# Vicente Garcés
Vicente Miguel Garcés Ramón (n. 10 de noviembre de 1946 en Liria (Valencia)) es un político español, profesor del Departamento de Economía y Ciencias Sociales de la Universidad Politécnica de Valencia. Es miembro de la corriente de opinión Izquierda Socialista dentro del PSOE. Fue diputado al Parlamento Europeo por primera vez entre octubre de 2007 y julio de 2009, y nuevamente entre diciembre de 2011 y julio de 2014.

## Formación académica
Cursó los estudios de Ingeniero Agrónomo en la Escuela Técnica Superior de Ingenieros Agrónomos (ETSIA) de Valencia, especialidad en Economía y Sociología Agraria. Posteriormente, cursó estudios de posgrado en el Institut agronomique méditerranéen (IAM) de Montpellier, Francia, con la especialización en Planificación y Desarrollo Rural; estudios de doctorado en el Institut national agronomique (INA) de París y la especialización en Desarrollo Económico y Social en el Instituto de Estudios de Desarrollo Económico y Social (IEDES) de París.

## Actividad profesional
Ha publicado y colaborado en diversos libros, además de múltiples artículos de opinión en diferentes medios de comunicación y revistas. Ha sido director de contenidos de las series audiovisuales "Los Latidos de la Tierra" y "Retratos en los confines del mundo".
Colaboró como Ingeniero Agrónomo en el Ministerio de Agricultura de Chile durante el Gobierno del presidente Salvador Allende (1970-1973). Fue secretario técnico del Colegio Oficial de Ingeniero Agrónomos de Valencia (1975-1979).

### Docencia impartida
Ha pertenecido como docente al Departamento de Economía y Ciencias Sociales de la Universidad Politécnica de Valencia y al Departamento de Política Económica de la Facultad de Ciencias Económicas y Empresariales de la Universidad de Valencia.

### Participación en foros y congresos
Ha participado en el Foro Social Mundial, en las ediciones de Porto Alegre (Brasil, 2001, 2002, 2003 y 2005),  Mumbai (India, 2004), Caracas (Venezuela, 2006), Nairobi (Kenia, 2007) y Túnez en 2013 y 2015.
Fue Presidente del Comité Ejecutivo Internacional del Foro Mundial sobre Soberanía Alimentaria celebrado en La Habana (Cuba) el año 2001. Ha sido Coordinador del Comité Internacional Promotor del Foro Mundial sobre la Reforma Agraria (FMRA) que tuvo lugar en Valencia en diciembre de 2004. 
Ha participado también en el Foro Europeo sobre la Alimentación de Teruel (España, 2001) y en la Cumbre Mundial de la Alimentación de la FAO, Foro Mundial ONG/OSC sobre Soberanía Alimentaria, Roma (Italia, 2002).
Ha participado en el Foro Social Europeo en las ediciones de Florencia/Italia/2002; París/Francia/2003; Londres/Gran Bretaña/2004 y Atenas/Grecia/2006.
Ha participado en los Foros Sociales celebrados con motivo de las Cumbres Ministeriales de la Organización Mundial de Comercio (OMC) celebradas en Cancún/México/2003 y Hong Kong/China/2005.
Participó en el Foro Civil Euromed celebrado en Valencia/España/2002 y en Alicante (España, 2009); también en el Foro Social del Mediterráneo, Barcelona/España/2005. Igualmente participó en el II Foro Social Mundial de las Migraciones que tuvo lugar en Madrid/España, junio de 2006.
Colaboró en la Consulta Regional FAO/ONG-OSC para Europa. Montpellier/Francia/2004 y Riga/Letonia/2006. También en la Conferencia Internacional sobre Reforma Agraria y Desarrollo Rural de la FAO, celebrada en Porto Alegre/Brasil/2006. Intervino en la Reunión del Comité de Seguridad Alimentaria Mundial de la FAO, celebrada en Roma/Italia en noviembre de 2006 y en noviembre de 2009.
Ha participado en los encuentros de la Asamblea de Ciudadanos y Ciudadanas del Mediterráneo (ACM) celebrados en Valencia (2010), Túnez (2011), Volos (Grecia, 2012), Estambul (Turquía, 2013) Marsella (Francia,2014), Tirana (Albania, 2015),  Casablanca (Marruecos, 2017), Barcelona (España, 2019) y Valencia (España 2021). 

### Compromiso asociativo y actividad política e institucional
Fue Delegado del Sindicato Democrático de Estudiantes de la Universidad de Valencia (SDEUV) durante la segunda mitad de los años 60, participando en la lucha contra la Dictadura y por la democracia. El año 1968 fue detenido, juzgado y absuelto por el tribunal de Orden Público (TOP). Al principio de los años 70, fue miembro del Partido Socialista de Chile. Fue fundador y dirigente de la Federación de Partidos Socialistas de España y del Partit Socialista del País Valencià (PSPV) entre 1975 y 1978. Es miembro del Partido Socialista Obrero Español (PSOE) desde 1978. Ha sido miembro del Comité Federal del PSOE y fundador de la corriente de opinión Izquierda Socialista (PSOE), de la que ha sido portavoz federal. Ha sido miembro de la Comisión Ejecutiva del PSPV-PSOE. En la actualidad es miembro del Comité Nacional del PSPV-PSOE, Coordinador de la corriente de opinión Esquerra Socialista del PSPV y uno de los portavoces federales de Izquierda Socialista-PSOE. 
Fue concejal del Ayuntamiento de Valencia entre 1979 y 1987. En ese periodo fue Presidente de la Fundación Deportiva Municipal y de la Fundación Municipal de Cine. Participó en el hermanamiento de la ciudad de Valencia con las ciudades de Maguncia (RFA), Odesa (URSS), Valencia (Venezuela) y Veracruz (México). Fue Presidente del festival Mostra de Cinema del Mediterrani. Fue Diputado Provincial de Valencia de 1979 a 1983. Ha sido Diputado del Parlamento Valenciano entre 1987 y 1999.
Fue diputado del Parlamento Europeo en la 6.ª legislatura, desde octubre de 2007 hasta julio de 2009, siendo miembro de la Comisión de Presupuestos, de la Comisión de Asuntos Jurídicos, de la Delegación para las relaciones con la República de Irán, de la Delegación para las relaciones con México y de la Asamblea Parlamentaria Euromediterránea.  Entre diciembre de 2011 y julio de 2014 ha sido, por segunda vez, diputado del Parlamento Europeo, formando parte de la Comisión del Mercado Interior y Protección del Consumidor (IMCO), de la Comisión de Peticiones y de la Delegación para las Relaciones con la Península arábiga.
Ha sido Presidente del Centro de Estudios Rurales y de Agricultura Internacional (CERAI-España). Es miembro de honor de AGTER (Association pour l'Amélioration de la Gouvernance de la Terre, de l'Eau et des Ressources Naturelles), París/Francia. Ha sido Presidente de la Comisión Internacional Organizadora del Foro Mundial sobre Acceso a la Tierra y a los Recursos Naturales (FMAT) celebrado en la Universidad Politécnica de Valencia/España en abril de 2016. Es Presidente de Honor de la Asociación Mostra Viva del Mediterrani (Valencia-España). Es Presidente de la Fundación Asamblea de Ciudadanos y Ciudadanas del Mediterráneo (FACM). Ha recibido el premio SLOBODA/Libertad (Sarajevo, 2020). Es miembro observador de la Asamblea Parlamentaria del Mediterráneo (APM) y de la red MedCités.

### Parlamento Europeo
- 7ª Legislatura (2011-2014) - Informe de Actividades

- Datos: Q4887224
- Multimedia: Vicent Garcés Ramón / Q4887224